# Redcliff (Zimbabwe)
Pour les articles homonymes, voir Redcliff.
Redcliff est une ville industrielle de la province de Midlands, au Zimbabwe. Elle est située à 11 km au sud de Kwekwe et à 189 km (220 km par la route) au sud-ouest d'Harare. Sa population s'élevait à 32 346 habitants en 2002.

## Économie
La ville s'est développée dans une région riche en minerai de fer et la sidérurgie a fait la richesse de Redcliff depuis le début du XXe siècle. L'usine de la Zimbabwe Iron and Steel Company (ZISCO, auparavant RISCO), fondée in 1942, est le principal employeur de la ville. La société, dont 90 % du capital sont détenus par l'État zimbabwéen, est gravement affectée par les difficultés économiques que traverse le pays.